# Veszprémgalsa
Veszprémgalsa község Veszprém vármegyében, a Sümegi járásban. 1969-ben jött létre Veszprémpinkóc és Zalagalsa egyesítésével. Az egyesített két településből Zalagalsa az 1950-es megyerendezésig Zala vármegyéhez tartozott.

## Fekvése
A Marcal-medencében a Marcaltól körülbelül 4 kilométerre, a Torna-patak közelében fekszik. Szomszédai Apácatorna, Kisberzseny és Hosztót.
Legegyszerűbben a 8-as főúton érhető el a település, Apácatornánál letérve a 7326-os útra, az elágazástól nagyjából 3 kilométer távolságra.
Áthalad emellett a község területén a Csabrendek-Nemeskeresztúr közti 7325-ös út is.

## Története
Veszprémgalsa Veszprémpinkóc és Zalagalsa egyesítéséből keletkezett, 1969. január 1-jén. A Galsát és Pinkócot elválasztó Kígyós-patak az 1950-es megyerendezésig Veszprém és Zala vármegye határát is jelölte.
A Galsa helységnév a szláv eredetű Galsa személynévből származik, a Zala előtag pedig az egykori megyei hovatartozással kapcsolatos. Első említése 1268-ból való. A 14. század derekán adásvétel útján Himfi Benedek birtoka. Határa ekkor kb. 1500 hold. A Himfiek birtoka Esegvári Ferenc tulajdonába került. 1420-tól birtokos a faluba a Csabi Bazsó család. A két család a 16. század végéig birtokolt. 1627-ben a falu egy része az Eszterházyak, másik része közbirtokosok kezén volt. Galsa nemesi társadalmából kiemelkedik a Polgár család, (1700-ban Polgár Istvánt nemesnek jegyzik fel és Galsa egyik birtokosának). A település a 16-17. században jobbágyfalu. Az 1660-as évek közepén a falu elnéptelenedett. 1700 és 1711-ben Galsa ismét lakott, az 1720-as években települt véglegesen újra. A falu megélhetési forrásai a földművelés és az állattenyésztés. A falunak nagy a malomkultúrája. 1366-ban a Sárosd vizén három malmot jegyeztek fel, 1662-ben vízimalma a falu keleti végén állt, Sárosd község irányában. 1724-ben Kőmalom néven említik, 1799-ben kétkerekű malmáról tesznek említést az írások. A lakosság lélekszáma az 1720-as évektől gyarapodott. 1890-ben ötszáz lakosa volt. Ezt a számot már csak a Veszprémpinkóccal történt egyesülés után szárnyalta túl, a lélekszám azóta fogyóban van. Galsa népe 1773-ban magyar és szabadköltözködésű. 1700-ban lakosságát evangélikusnak mondták, később a katolikusok száma is megszaporodott. 1778-ban Péter és Pál tiszteletére építettek új templomot. A falu népessége a 19. század folyamán alig fejlődött, 1890-ben ötszáz lakosa volt. 1949-ben lakosságának 74%-a élt mezőgazdaságból, az aktív keresők közül 97 volt ingázó. A tsz-szervezés 1959-ben kezdődött meg, lényegében ettől az időponttól kezdve kezdett megszűnni a helyhez kötött életforma.
Veszprémpinkóc neve ugyancsak szláv eredetű. A Pinkóc nevet először 1764-ben jegyezték fel, nemesek lakták, többségükben katolikusok. 1785-ben leányegyházként Tüskevárhoz tartozott. 1785-ben 119 lakosa volt. Egy 1797-ben készül térkép Tornapinkócként jelöli a települést. Önálló községként először az osztrák, majd az 1869. évi népszámláláskor hallatott magáról, ekkor 172 lakos élt itt. Határát (129 holdat) később szakították ki Apácatorna területéből. Törpe község volt 1941-ben 211 lakossal. Önálló maradt a tanácsválasztások idején is, pedig akkor már teljesen összeépült Zalagalsával. Egyesülése előtt Kisberzsennyel alkotott közös tanácsot.
Veszprémpinkóc és Zalagalsa 1969-től Veszprémgalsa néven egy község lett, és egyúttal közös tanácsi székhely is, melyhez Hosztót, Szentimrefalva és Zalaszegvár tartozott tárközségként. A közös tanácsot 1977-ben összevonták Csabrendek addig önálló tanácsával, az új székhely az utóbbi község lett.
Veszprémgalsának 1970-ben 564 lakosa volt, négy utcával és 150 lakóházzal. A lakosság többsége az ajkai bányákban és ipari üzemekben, a helyi és környéki tsz-ekben dolgozott, a fő üzemág az állattenyésztés és a földművelés volt. A villany 1949-ben gyulladt ki a községben.
1990 óta önálló önkormányzattal rendelkezik, közigazgatásilag a csabrendeki körjegyzőséghez tartozik. A község vezetékes vízzel, gázzal, telefonhálózattal ellátott, burkolt (portalanított) utakkal rendelkezik. Intézményei: klubkönyvtár, orvosi rendelő, községháza.

## Közélete

### Polgármesterei
- 1990–1994: Polgár Lajos (független)[6]
- 1994–1998: Polgár Lajos (független)[7]
- 1998–2002: Polgár Lajos (független)[8]
- 2002–2006: Ferenczi Zoltán (független)[9]
- 2006–2010: Ferenczi Zoltán (független)[10]
- 2010–2014: Kiss Miklós (független)[11]
- 2014–2019: Kiss Miklós (független)[12]
- 2019−2024: Simon Gábor (független)[13]
- 2024− : Simon Gábor (független)[1]

## Népesség
A település népességének változása:
| Lakosok száma | 279  | 281  | 275  | 279  | 283  | 265  | 274  |
|               | 2013 | 2014 | 2015 | 2021 | 2022 | 2023 | 2024 |

A 2011-es népszámlálás során a lakosok 98,5%-a magyarnak, 0,7% németnek, 0,7% cigánynak mondta magát (0,7% nem nyilatkozott; a kettős identitások miatt a végösszeg nagyobb lehet 100%-nál). A vallási megoszlás a következő volt: római katolikus 79,4%, református 1,9%, evangélikus 3,4%, felekezeten kívüli 9,4% (4,9% nem nyilatkozott).
2022-ben a lakosság 94,3%-a vallotta magát magyarnak, 2,5% németnek, 1,8% cigánynak, 0,4% egyéb, nem hazai nemzetiségűnek (4,2% nem nyilatkozott; a kettős identitások miatt a végösszeg nagyobb lehet 100%-nál). Vallásuk szerint 59,7% volt római katolikus, 1,4% evangélikus, 1,1% református, 1,1% egyéb keresztény, 2,1% egyéb katolikus, 10,6% felekezeten kívüli (24% nem válaszolt).

## Nevezetességei
- Római katolikus templom (18. század)
- Evangélikus templom